# Lissy Tempelhof
Lissy Tempelhof (* 17. April 1929 in Berlin; † 10. Oktober 2017 ebenda) war eine deutsche Schauspielerin.

## Leben und Karriere
Die Tochter eines Arbeiters war nach dem Zweiten Weltkrieg unter anderem Sekretärin und Straßenbahnschaffnerin. In Berlin-Prenzlauer Berg wirkte sie bei einer Laienspielgruppe und einem Kabarett im Haus der Deutsch-Sowjetischen Freundschaft mit.
1947 erhielt sie ein Engagement am Landestheater Anklam. Von 1950 bis 1953 besuchte sie die Schauspielschule Ernst Busch in Berlin. 1953 begann sie als Souffleuse am Theater Senftenberg, wo sie bald auch als Schauspielerin tätig war. Weitere Theaterstationen waren das Theater der Freundschaft, heute Theater an der Parkaue in Berlin (1954), das Staatstheater Dresden (1958–1962), das Maxim-Gorki-Theater in Berlin (1962/63) und ab 1963 das dortige Deutsche Theater, wo sie über 35 Jahre zum Ensemble gehörte. Zu ihren Rollen gehörten Grusche in Der kaukasische Kreidekreis (1958), Jokaste in König Ödipus, die Titelrolle der Johanna Dark in Die heilige Johanna der Schlachthöfe (1961) und Sophie in Clavigo.
Seit 1954 war Tempelhof beim Film. 1961 spielte sie in Professor Mamlock ihre erste Hauptrolle. Zu einem Höhepunkt ihrer Karriere wurde der Film Die besten Jahre (1965), in dem sie als Junglehrerin 1945 einen heimkehrenden Soldaten aufnimmt, der sie später wieder vergisst. In Alle meine Mädchen verkörperte sie die Führerin einer Brigade, in Erscheinen Pflicht die Witwe eines hohen Parteifunktionärs. Beim Fernsehen wirkte sie in mehreren Serien mit, besonders in Polizeiruf 110. Lissy Tempelhof, die sich auch als Chanson-Interpretin einen Namen machte und seit 1979 an einer Musikspezialschule in Berlin Gesang unterrichtete, war bis in die 2010er Jahre als Schauspielerin aktiv. Sie war von 1968 bis zu dessen Tod 2001 mit dem Schauspieler Dietrich Körner verheiratet.
Lissy Tempelhof-Körner fand ihre letzte Ruhestätte in Berlin neben ihrem Mann auf dem Friedhof der Dorotheenstädtischen und Friedrichswerderschen Gemeinden.

## Darstellung Lissy Tempelhofs in der bildenden Kunst
- Irena Rüther-Rabinowicz: Lissy Tempelhof in der Rolle der Heiligen Johanna der Schlachthöfe von Brecht (1963, Öl)[4]

## Auszeichnungen
- 1963: Kunstpreis der DDR
- 1970: Nationalpreis der DDR III. Klasse
- 1971: Kritikerpreis der Berliner Zeitung (mit Ernst Kahler)[5]
- 1980: Kunstpreis des FDGB für Alle meine Mädchen im Kollektiv
- 1980: „Großer Steiger“ beim Nationalen Spielfilmfestival der DDR in der Kategorie „Preis für die gelungenste Darstellung einer Arbeiterpersönlichkeit“ für ihre Rolle der Meisterin Maria Boltzin in Alle meine Mädchen

## Filmografie (Auswahl)
- 1955: Der Ochse von Kulm
- 1956: Der Richter von Zalamea
- 1957: Wo Du hin gehst…
- 1958: Emilia Galotti
- 1960: Steine im Weg
- 1961: Professor Mamlock
- 1962: Freispruch mangels Beweises
- 1962: Rüpel
- 1964: Sommer in Heidkau
- 1964: Der geteilte Himmel
- 1965: Die besten Jahre
- 1965: Tiefe Furchen
- 1966: Fräulein Schmetterling
- 1966: Irrlicht und Feuer (Fernsehfilm, Zweiteiler)
- 1966: Columbus 64 (TV)
- 1969: Krupp und Krause (TV-Fünfteiler)
- 1968: Nebelnacht
- 1968/87: Die Russen kommen
- 1969: Gib’ acht auf Susi!
- 1969: Träume
- 1969: Sankt Urban (Vierteiler)
- 1969: Staub und Rosen
- 1970: Effi Briest (Fernsehfilm)
- 1972: Bettina von Arnim (Zweiteiler)
- 1972: Leichensache Zernik
- 1973: Die Hosen des Ritters von Bredow
- 1973: Eva und Adam (TV-Vierteiler)
- 1974: Zwischen vierzig und fünfzig
- 1974: Broddi (Dreiteiler)
- 1976: Polizeiruf 110: Ein ungewöhnlicher Auftrag (TV-Reihe)
- 1977: Polizeiruf 110: Kollision (TV-Reihe)
- 1977: Die Letzten
- 1977: Polizeiruf 110: Die Abrechnung (TV-Reihe)
- 1977: Die Selbstmörderin Agnes Wabnitz
- 1980: Alle meine Mädchen
- 1980: Polizeiruf 110: Der Einzelgänger (TV-Reihe)
- 1981: Wäre die Erde nicht rund
- 1982: Die Kündigung
- 1982: Rächer, Retter und Rapiere (siebenteilige Fernsehserie der DDR)
- 1984: Erscheinen Pflicht
- 1985: Polizeiruf 110: Verführung (TV-Reihe)
- 1985: Es steht der Wald so schweigend
- 1987: Wallenstein (Theateraufzeichnung)
- 1990: Die Sprungdeckeluhr
- 1990: Der kleine Herr Friedemann
- 1996: Tödliches Schweigen
- 1997–2001: Für alle Fälle Stefanie (Fernsehserie)
- 1999: Das Schloß meines Vaters
- 2001: Ich schenk dir meinen Mann 2
- 2001: Jenseits der Liebe
- 2005: Der Bernsteinfischer
- 2007: Tatort: Die Anwältin (TV-Reihe)
- 2010: Lotta & die alten Eisen
- 2012: Die letzte Spur – Reifeprüfung
- 2012: Idiotentest
- 2013: Herzdamen an der Elbe
- 2013: Die Kronzeugin – Mord in den Bergen
- 2014: Quatsch und die Nasenbärbande

## Synchronisationen (Auswahl)
| Film                | Jahr | Rolle                 | Darsteller        |
| ------------------- | ---- | --------------------- | ----------------- |
| Schach von Wuthenow | 1977 | Josephine von Carayon | Beata Tyszkiewicz |

## Theater
- 1954: Molière: Der Bürger als Edelmann (Dienerin Nicole) – Regie: Otto Dierichs (Theater der Freundschaft)
- 1954: Wiktor Rosow: Ihre Freunde – Regie: Gustav Wehrle (Theater der Freundschaft)
- 1956: Josef Kajetán Tyl: Schwanda, der Dudelsackpfeifer von Strakonitz – Regie: Josef Stauder (Theater der Freundschaft)
- 1956: Curt Corrinth: Trojaner – Regie: Robert Trösch/Benno Bentzin (Theater der Freundschaft)
- 1959: George Bernard Shaw: Frau Warrens Gewerbe – Regie: Ottofritz Gaillard  (Schauspielhaus Dresden)
- 1960: Alexei Arbusow: Irkutsker Geschichte (Walja) – Regie: Hannes Fischer (Staatstheater Dresden)
- 1961: Bertolt Brecht: Die heilige Johanna der Schlachthöfe (Johanna) – Regie: Hannes Fischer/Ottofritz Gaillard (Staatstheater Dresden)
- 1961: Gotthold Ephraim Lessing: Minna von Barnhelm (Minna) – Regie: Wolfgang Bachmann (Staatstheater Dresden)
- 1962: Helmut Sakowski: Steine im Weg – Regie: Ottofritz Gaillard (Maxim-Gorki-Theater Berlin)
- 1963: Michael Mansfeld: Einer von uns (Ausländerin) – Regie: Ottofritz Gaillard/Hans-Dieter Meves (Volksbühne Berlin – Theater im 3. Stock)
- 1964: Horia Lovinescu: Fieber – Regie: Gotthard Müller  (Deutsches Theater Berlin)
- 1967: Maxim Gorki: Feinde (Frau Skrobotowa) – Regie: Wolfgang Heinz (Deutsches Theater Berlin)
- 1968: Martin Sperr: Landshuter Erzählungen – Regie: Erhard Marggraf (Deutsches Theater Berlin)
- 1968: Ariano Suassuna: Das Testament eines Hundes (Bäckersfrau) – Regie: Friedo Solter (Deutsches Theater Berlin)
- 1969: Matthias Braun (nach Euripides): Die Troerinnen (Helene) – Regie: Wolfgang Heinz (Deutsches Theater Berlin)
- 1970: Isaak Babel: Maria – Regie: Adolf Dresen (Deutsches Theater Berlin – Kammerspiele)
- 1972: Johann Wolfgang von Goethe: Clavigo (Maries Schwester) – Regie: Adolf Dresen (Deutsches Theater Berlin – Kammerspiele)
- 1973: Volker Braun: Die Kipper (Reppin) – Regie: Klaus Erforth/Alexander Stillmark (Deutsches Theater Berlin)
- 1974: Wiktor Sergejewitsch Rosow: Vom Abend bis zum Mittag (Alla) – Regie: Christoph Schroth (Deutsches Theater Berlin – Kammerspiele)
- 1974: Maxim Gorki: Die falsche Münze (Polina) – Regie: Ulrich Engelmann (Deutsches Theater Berlin – Kammerspiele)
- 1975: Maxim Gorki: Die Letzten (Sofja Kolomizew) – Regie: Wolfgang Heinz (Maxim-Gorki-Theater Berlin)
- 1976: Arnold Wesker: Tag für Tag (Beaties Mutter) – Regie: Horst Schönemann (Deutsches Theater Berlin – Kammerspiele)
- 1976: Wassili Schukschin: Der Standpunkt (Mutter des Bräutigams) – Regie: Wolfgang Heinz (Deutsches Theater Berlin)
- 1976: Wassili Schukschin: Tüchtige Leute (Wera) – Regie: Wolfgang Heinz (Deutsches Theater Berlin)
- 1978: Alexander Wampilow: Letzten Sommer in Tschulimsk (Teestubenleiterin Choroschich) – Regie: Horst Schönemann (Deutsches Theater Berlin – Kammerspiele)
- 1984: Friedrich Schiller: Wallenstein (Gräfin Terzky) – Regie: Friedo Solter (Deutsches Theater Berlin)
- 1985: Johannes R. Becher: Winterschlacht (Maria) – Regie: Alexander Lang (Deutsches Theater Berlin)

## Hörspiele (Auswahl)
- 1956: Wolfgang Weyrauch: Die japanischen Fischer (Fischerfrau) – Regie: Hans Goguel (Hörspiel – Rundfunk der DDR)
- 1958: Pavel Kohout: So eine Liebe (Lida Marys) – Regie: Erich-Alexander Winds (Hörspiel – Rundfunk der DDR)
- 1958: Die Feststellung
- 1959: Vasco Pratolini/Giandomenico Giagni: Ein Sonntag wie jeder andere – Regie: Theodor Popp (Rundfunk der DDR)
- 1959: Joachim Goll: Die Dienstreise (Monika Müller) – Regie: Werner Grunow (Hörspiel – Rundfunk der DDR)
- 1963: Klaus Beuchler: Sprung über den Schatten – Regie: Fritz-Ernst Fechner (Rundfunk der DDR)
- 1965: Peter Weiss: Die Ermittlung – Regie: Wolfgang Schonendorf (Rundfunk der DDR)
- 1966: Das unheilige Abc
- 1967: Siegfried Pfaff: Regina B. – Ein Tag in ihrem Leben (Regina Bayer) – Regie: Fritz-Ernst Fechner (Hörspiel – Rundfunk der DDR)
- 1968: Michail Schatrow: Bolschewiki Regie: Wolf-Dieter Panse (Hörspiel – Rundfunk der DDR)
- 1968: Ilja Konstantinowski: Verjährungsfrist (Sophie) – Regie: Helmut Molegg (Hörspiel – Rundfunk der DDR)
- 1969: Claude Prin: Potemkin 68 – Regie: Edgar Kaufmann (Hörspiel – Rundfunk der DDR)
- 1969: Fritz Selbmann: Ein weiter Weg (Luise Stemmler) – Regie: Fritz-Ernst Fechner (Hörspiel (8 Teile) – Rundfunk der DDR)
- 1970: Finn Havrevold: Katastrophe (Energische Stimme) – Regie: Helmut Hellstorff (Hörspiel – Rundfunk der DDR)
- 1970: Michail Schatrow: Der sechste Juli (Spiridonowa) – Regie: Helmut Hellstorff (Hörspiel – Rundfunk der DDR)
- 1970: Günther Rücker: Das Modell (Margit) – Regie: Günther Rücker (Hörspiel – Rundfunk der DDR)
- 1973: Arne Leonhardt: Schach der Dame oder Wie ich zu einem Mann kommen sollte (Illing) – Regie: Werner Grunow (Hörspiel – Rundfunk der DDR)
- 1975: Linda Teßmer: Der Fall Tina Bergemann (Frau Bergmann) – Regie: Hannelore Solter (Hörspiel – Rundfunk der DDR)
- 1975: Das Tagebuch der Eva Forest
- 1976: Besuch beim lieben Gott
- 1976: Johann Nestroy: Der böse Geist Lumpacivagabundus oder Das liederliche Kleeblatt (Wirtin) – Regie: Maritta Hübner (Hörspiel – Rundfunk der DDR)
- 1977: Die Geisterbahn
- 1982: Der Condor oder Das Weib erträgt den Himmel nicht
- 1985: Vaclav Cibulka: Der Golem (Clarissa) – Regie: Uwe Haacke (Kinderhörspiel – Rundfunk der DDR)
- 1989: Vogelfrei
- 1997: Ilona Jeismann/Peter Avar: Die graue staubige Straße (Anna Achmatowa) – Regie: Ilona Jeismann (Biographie – SFB)